# Patrick Ridremont
Patrick Ridremont (Léopoldville, 9 agosto 1967) è un attore e regista belga.

## Filmografia

### Cinema

#### Attore
- Mauvais genres, regia di Francis Girod (2001)
- Un gatto a Parigi (Une vie de chat), regia di Jean-Loup Felicioli e Alain Gagnol (2010) - voce
- Per sfortuna che ci sei (La chance de ma vie), regia di Nicolas Cuche (2010)
- Dead Man Talking, regia di Patrick Ridremont (2012)
- Phantom Boy, regia di Jean-Loup Felicioli e Alain Gagnol (2015) - voce
- Zéro Zéro Belge, regia di Pascal Rocteur (2015)
- Un tirchio quasi perfetto (Radin!), regia di Fred Cavayé (2016)
- Ribelli (Rebelles), regia di Allan Mauduit (2019)

#### Regista
- Dead Man Talking (2012)
- Bloody Calendar (Le Calendrier) (2021)

### Televisione
- Unità 42 (2017 - in corso; Sam Leroy)
- La foresta regia di Julius Berg (2017) - miniserie televisiva

## Doppiatori italiani
Nelle versioni in italiano dei suoi lavori, Patrick Ridremont è stato doppiato da:
- Christian Iansante in Per sfortuna che ci sei, Un tirchio quasi perfetto, La foresta

Da doppiatore è sostituito da: 
- Alberto Bognanni in Phantom Boy

## Riconoscimenti
- Premio César
  - 2014 – Candidatura come miglior film straniero per Dead Man Talking
- Premio Lumière
  - 2014 – Candidatura come miglior film francofono per Dead Man Talking
- Premio Magritte
  - 2013 – Candidatura come miglior film per Dead Man Talking
  - 2013 – Candidatura come miglior regista per Dead Man Talking
  - 2013 – Migliore opera prima per Dead Man Talking
  - 2013 – Candidatura come migliore sceneggiatura per Dead Man Talking